# Монтовти
Монтовти — шляхетський рід Великого князівства Литовсько-Руського, який походив від боярина Монтовта. За означенням історика М. Грушевського, являв собою «зволинщений литовський рід».  

## Представники
- Монтовт (Олександр) — староста жмудський, солечницький (1422—1435)
  - Михайло Монтовтович (пом. 1486) — луцький староста (1463—1477)
    - Юрій Михайлович — маршалок господарський у 1499 р., староста (намісник) крем'янецький у 1502—1505 роках (передав посаду молодшому брату Якубу[2]), воєвода київський (1507—1508).
    - Якуб Юрійович — крем'янецький староста, 1508 року отримав надавчу грамоту на Млинів та волость.
      - Андрій Якович, відкидав звинувачення у злочині;[3] дружина — княжна Марія Гольшанська
      - Ян Якович, дружини: Олена Андріївна Мацкевич; від батька успадкував м. Коблин і замок, с. Підгайці, Оршичин, Озліїв, Млинів, Пекалів, Беневщина, Кабаків, Хорупани, Липая, якомусь Андрієві Гесинському записав маєток Золочів[4]
        - Ганна Янівна — дружина князя Богуш Дмитрович Любецького

      - Марина Яківна — дружина Анджея Ляшича Стшемілецького
      - Ганна Яківна

    - Станіслав Михайлович — помер замолоду без нащадків

  - Іван (Ян) Товтивіл Монтовтович — крайчий литовський (1489)